# Sidneyia
Sidneyia sinica
Genre
Espèce
Sidneyia est un genre éteint d'arthropodes retrouvé dans les schistes de Burgess datés du Cambrien moyen, il y a environ 505 Ma (millions d'années).

## Description
L'animal mesure 5 à 13 cm de longueur. C'était un carnivore qui marchait sur le fond marin à la recherche de ses proies. Le contenu de l’intestin indique que le régime de Sidneyia se composait principalement de petits trilobites et hyolithes (mollusques). Environ 200 spécimens furent décrits. Walcott le baptisa du prénom de son fils, Sidney, qui plus tard décrivit la façon dont son père découvrit ce spécimen le premier jour de l’exploration.